# Giro di Svizzera 1987
Il Giro di Svizzera 1987, cinquantunesima edizione della corsa, si svolse dal 16 al 26 giugno su un percorso di 1 698 km ripartiti in 10 tappe e un cronoprologo, con partenza a Affoltern am Albis e arrivo a Zurigo. Fu vinto dallo statunitense Andrew Hampsten della 7-Eleven-Hoonved davanti all'olandese Peter Winnen e al colombiano Fabio Parra.

## Tappe
| Tappa  | Data      | Percorso                                                    | km   | Vincitore di tappa   | Leader cl. generale |
| ------ | --------- | ----------------------------------------------------------- | ---- | -------------------- | ------------------- |
| Prol.  | 16 giugno | Affoltern am Albis > Affoltern am Albis (cron. individuale) | 8,5  | Werner Stutz         | Werner Stutz        |
| 1ª     | 17 giugno | Affoltern am Albis > Ruggell                                | 170  | Adriano Baffi        | Allan Peiper        |
| 2ª     | 18 giugno | Ruggell > Leibstadt                                         | 178  | Steven Rooks         | Acácio da Silva     |
| 3ª     | 19 giugno | Leibstadt > Basilea                                         | 141  | Johan van der Velde  | Acácio da Silva     |
| 4ª     | 20 giugno | Basilea > Birsfelden (cron. individuale)                    | 25   | Dietrich Thurau      | Allan Peiper        |
| 5ª     | 21 giugno | Basilea > Brügg                                             | 130  | Teun van Vliet       | Guido Winterberg    |
| 6ª     | 22 giugno | Brügg > Täsch                                               | 265  | Marco Giovannetti    | Guido Winterberg    |
| 7ª     | 23 giugno | Täsch > Cademario                                           | 211  | Peter Winnen         | Erich Mächler       |
| 8ª     | 24 giugno | Cademario > Scuol                                           | 254  | Roy Knickman         | Dietrich Thurau     |
| 9ª     | 25 giugno | Scuol > Laax                                                | 145  | Alessandro Paganessi | Andrew Hampsten     |
| 10ª    | 26 giugno | Laax > Zurigo                                               | 170  | Urs Freuler          | Andrew Hampsten     |
| Totale | Totale    | Totale                                                      | 1698 |                      |                     |

## Dettagli delle tappe

### Prologo
- 16 giugno: Affoltern am Albis > Affoltern am Albis (cron. individuale) – 8,5 km

| Pos. | Corridore        | Squadra  | Tempo  |
| ---- | ---------------- | -------- | ------ |
| 1    | Werner Stutz     | Isotonic | 11'21" |
| 2    | Andrew Hampsten  | 7-Eleven | a 2"   |
| 3    | Guido Winterberg | Toshiba  | a 7"   |

| Pos. | Corridore        | Squadra  | Tempo  |
| ---- | ---------------- | -------- | ------ |
| 1    | Werner Stutz     | Isotonic | 11'21" |
| 2    | Andrew Hampsten  | 7-Eleven | a 2"   |
| 3    | Guido Winterberg | Toshiba  | a 7"   |

### 1ª tappa
- 17 giugno: Affoltern am Albis > Ruggell – 170 km

| Pos. | Corridore            | Squadra    | Tempo    |
| ---- | -------------------- | ---------- | -------- |
| 1    | Adriano Baffi        | Gis Gelati | 4h31'15" |
| 2    | Allan Peiper         | Panasonic  | s.t.     |
| 3    | Raul Alcala Gallegos | 7-Eleven   | a 2"     |

| Pos. | Corridore            | Squadra   | Tempo    |
| ---- | -------------------- | --------- | -------- |
| 1    | Allan Peiper         | Panasonic | 4h42'50" |
| 2    | Raul Alcala Gallegos | 7-Eleven  | a 12"    |
| 3    | Jean-Claude Leclercq | Toshiba   | a 14"    |

### 2ª tappa
- 18 giugno: Ruggell > Leibstadt – 178 km

| Pos. | Corridore       | Squadra      | Tempo    |
| ---- | --------------- | ------------ | -------- |
| 1    | Steven Rooks    | PDM          | 4h39'16" |
| 2    | Acácio da Silva | KAS-Canal 10 | s.t.     |
| 3    | Marc Sergeant   | Lotto        | a 14"    |

| Pos. | Corridore       | Squadra      | Tempo    |
| ---- | --------------- | ------------ | -------- |
| 1    | Acácio da Silva | KAS-Canal 10 | 9h22'36" |
| 2    | Marc Sergeant   | Lotto        | a 1"     |
| 3    | Steven Rooks    | PDM          | a 17"    |

### 3ª tappa
- 19 giugno: Leibstadt > Basilea – 141 km

| Pos. | Corridore           | Squadra    | Tempo    |
| ---- | ------------------- | ---------- | -------- |
| 1    | Johan van der Velde | Gis Gelati | 3h48'59" |
| 2    | Teun van Vliet      | Panasonic  | s.t.     |
| 3    | Adriano Baffi       | Gis Gelati | a 7"     |

| Pos. | Corridore       | Squadra      | Tempo     |
| ---- | --------------- | ------------ | --------- |
| 1    | Acácio da Silva | KAS-Canal 10 | 13h11'42" |
| 2    | Marc Sergeant   | Lotto        | a 1"      |
| 3    | Steven Rooks    | PDM          | a 17"     |

### 4ª tappa
- 20 giugno: Basilea > Birsfelden (cron. individuale) – 25 km

| Pos. | Corridore       | Squadra      | Tempo  |
| ---- | --------------- | ------------ | ------ |
| 1    | Dietrich Thurau | Roland       | 30'59" |
| 2    | Tony Rominger   | Chateau d'Ax | a 7"   |
| 3    | Erich Mächler   | Carrera      | a 14"  |

| Pos. | Corridore       | Squadra   | Tempo     |
| ---- | --------------- | --------- | --------- |
| 1    | Allan Peiper    | Panasonic | 13h43'43" |
| 2    | Steven Rooks    | PDM       | a 16"     |
| 3    | Andrew Hampsten | 7-Eleven  | a 48"     |

### 5ª tappa
- 21 giugno: Basilea > Brügg – 130 km

| Pos. | Corridore      | Squadra   | Tempo    |
| ---- | -------------- | --------- | -------- |
| 1    | Teun van Vliet | Panasonic | 3h19'59" |
| 2    | Ron Kiefel     | 7-Eleven  | s.t.     |
| 3    | Bruno Leali    | Carrera   | s.t.     |

| Pos. | Corridore        | Squadra | Tempo     |
| ---- | ---------------- | ------- | --------- |
| 1    | Guido Winterberg | Toshiba | 17h05'35" |

### 6ª tappa
- 22 giugno: Brügg > Täsch – 265 km

| Pos. | Corridore         | Squadra    | Tempo    |
| ---- | ----------------- | ---------- | -------- |
| 1    | Marco Giovannetti | Gis Gelati | 6h52'58" |
| 2    | Fabio Parra       | Varta      | a 20"    |
| 3    | Jonas Tegström    | Système U  | a 1'19"  |

| Pos. | Corridore        | Squadra | Tempo     |
| ---- | ---------------- | ------- | --------- |
| 1    | Guido Winterberg | Toshiba | 17h05'35" |
| 2    | Erich Mächler    | Carrera | a 1'05"   |
| 3    | Marc Sergeant    | Lotto   | a 1'06"   |

### 7ª tappa
- 23 giugno: Täsch > Cademario – 211 km

| Pos. | Corridore            | Squadra       | Tempo    |
| ---- | -------------------- | ------------- | -------- |
| 1    | Peter Winnen         | Panasonic     | 5h16'20" |
| 2    | Fabio Parra          | Varta         | a 20"    |
| 3    | Alessandro Paganessi | Ariostea-Gres | s.t.     |

| Pos. | Corridore         | Squadra    | Tempo     |
| ---- | ----------------- | ---------- | --------- |
| 1    | Erich Mächler     | Carrera    | 29h20'24" |
| 2    | Andrew Hampsten   | 7-Eleven   | a 25"     |
| 3    | Marco Giovannetti | Gis Gelati | a 27"     |

### 8ª tappa
- 24 giugno: Cademario > Scuol – 254 km

| Pos. | Corridore      | Squadra    | Tempo    |
| ---- | -------------- | ---------- | -------- |
| 1    | Roy Knickman   | Toshiba    | 7h08'51" |
| 2    | Jeff Pierce    | 7-Eleven   | a 44"    |
| 3    | Rocco Cattaneo | Paini-Sidi | a 48"    |

| Pos. | Corridore         | Squadra    | Tempo     |
| ---- | ----------------- | ---------- | --------- |
| 1    | Dietrich Thurau   | Roland     | 36h35'40" |
| 2    | Andrew Hampsten   | 7-Eleven   | a 12"     |
| 3    | Marco Giovannetti | Gis Gelati | a 14"     |

### 9ª tappa
- 25 giugno: Scuol > Laax – 145 km

| Pos. | Corridore            | Squadra       | Tempo    |
| ---- | -------------------- | ------------- | -------- |
| 1    | Alessandro Paganessi | Ariostea-Gres | 3h48'18" |
| 2    | Jan Nevens           | Lotto         | a 12"    |
| 3    | Heinz Imboden        | Toshiba       | a 1'23"  |

| Pos. | Corridore       | Squadra   | Tempo     |
| ---- | --------------- | --------- | --------- |
| 1    | Andrew Hampsten | 7-Eleven  | 40h25'48" |
| 2    | Peter Winnen    | Panasonic | a 1"      |
| 3    | Fabio Parra     | Varta     | a 7"      |

### 10ª tappa
- 26 giugno: Laax > Zurigo – 170 km

| Pos. | Corridore      | Squadra      | Tempo    |
| ---- | -------------- | ------------ | -------- |
| 1    | Urs Freuler    | Atala-Ofmega | 3h48'29" |
| 2    | Andreas Kappes | Toshiba      | s.t.     |
| 3    | Adriano Baffi  | Gis Gelati   | s.t.     |

| Pos. | Corridore       | Squadra   | Tempo     |
| ---- | --------------- | --------- | --------- |
| 1    | Andrew Hampsten | 7-Eleven  | 44h14'17" |
| 2    | Peter Winnen    | Panasonic | a 1"      |
| 3    | Fabio Parra     | Varta     | a 7"      |

## Classifiche finali

### Classifica generale
| Pos. | Corridore            | Squadra                    | Tempo     |
| ---- | -------------------- | -------------------------- | --------- |
| 1    | Andrew Hampsten      | 7-Eleven-Hoonved           | 44h14'17" |
| 2    | Peter Winnen         | Panasonic                  | a 1"      |
| 3    | Fabio Parra          | Varta-Cafe de Colombia     | a 7"      |
| 4    | Marco Giovannetti    | Gis Gelati-Jollyscarpe     | a 28"     |
| 5    | Rocco Cattaneo       | Paini-Sidi                 | a 1'04"   |
| 6    | Alessandro Paganessi | Ariostea-Gres              | a 1'25"   |
| 7    | Dietrich Thurau      | Roland-Skala-TW            | a 2'01"   |
| 8    | Andreas Kappes       | Toshiba-Look-La Vie Claire | a 2'10"   |
| 9    | Acácio da Silva      | KAS-Canal 10               | a 3'01"   |
| 10   | Godi Schmutz         | Fibok-Sidermec-Muller      | a 3'25"   |